# Итон (река)
Итон (фр. Iton) је река у Француској. Дуга је 132 km. Улива се у Ер. 